# GREEN〜農家のヨメになりたい〜
『GREEN〜農家のヨメになりたい〜』（グリーン のうかのヨメになりたい）は、二ノ宮知子による日本の漫画。1998年から2001年まで『Kiss Carnival』（講談社）で連載された。

## 概要
『Kiss Carnival』1999年1月号から2001年6月号に連載。全21話。単行本は講談社コミックスキスから全4巻が発行された。
秩父地方の農村を舞台とした爆笑ラブコメディー漫画。田舎生活に憧れを持つ都会っ子の主人公・和子が引き起こす大騒動と、医師免許を持ちながら農家を継いだ誠との恋物語。
2004年には、この作品を原作とするテレビドラマ『農家のヨメになりたい』がNHKで放送された。

## あらすじ
和子は、友人と行った秩父の山で出会った農家の跡継ぎ息子・誠に一目惚れし、半ば強引に農業の手伝い始める。しかし、誠のハートをゲットしようという不純な動機と農業に不慣れなせいで、和子は誠の友人・のぞみや近所の人たちを巻き込んでの騒動を引き起こす。

## 登場人物
吉川 和子（よしかわ わこ）
主人公。東京在住の調理師専門学校生。誠に一目惚れし、毎週末、誠の家に押しかけて農業を手伝う。ほとんど就職活動もせず、卒業後は誠の家に住み込む。惚れっぽくて面食い。料理の腕はプロ並みでだが、掃除や片付けが苦手。本人は自覚が無いが、酒乱で大酒飲み。誠の代理で村の神輿を担いだ時は休憩所で日本酒をラッパ飲みし暴れまくってしまい、神輿が神社に到着しないという前代未聞の問題を引き起こした。昆虫が苦手だが爬虫類は平気で、蛇も平気で掴める。
小野 誠（おの まこと）
農家の跡継ぎ息子。医大を首席卒業して医師免許を持つが、祖父が死亡したことをきっかけに、研修医をやめて、秩父の祖母の家で農業を手伝い始めた。凝り性で、和子よりも野菜づくりに関心がある。好物はハーゲンダッツのラムレーズン入りアイスで、風呂上がりに食べるのが日課。苦手な物は蛇で、睨まれると正にカエル状態で固まってしまうほど。
小野 タマ（おの タマ）
誠の祖母。農業を営んでいる。孫を盲目的に甘やかしたりせずに厳しく優しく見守る存在。早くひ孫を見たいと思っているので、和子には協力的である。
小野 小百合（おの さゆり）
誠の姉。誠の実家である私立講談病院の経理部長。医師免許を持つ誠に病院を継がせるため、いろいろな策をめぐらせる。大食い。医者の婚約者に逃げられた過去を持つ。
清和 希望（せいわ のぞみ）
誠の幼なじみ。観光農園・清和農園の3代目を自称し、農園を手伝っているが、父とは仲が悪い。かなりの守銭奴で目立ちたがり屋。誠のライバルを自称するが、誠にはあまり真面目に相手にされていない。
清和 正（せいわ ただし）
希望の父親。観光農園・清和農園の2代目。息子の希望とはよく喧嘩をしている。
石井 加代子（いしい かよこ）
レストランのオーナーシェフ。誠や和子の育てた野菜を仕入れている。
桜井 辰次（さくらい たつじ）
誠の近所の老人。堆肥作りと野菜作りの名人だが偏屈者。誠に請われて堆肥作りを教える。息子が東京の女のところへ行ったことを根に持ち、和子に辛く当たる。
大柴 やよい（おおしば やよい）
高校3年生。大柴しいたけ園の娘。誠に想いを寄せ、勉強を教えてもらうという口実で近づくが、ふとしたことでのぞみと意気投合し、付き合い始める。
吉川 薫（よしかわ かおる）
和子の父で現役警察官。スキンヘッドで一見ヤクザ風だが、精神は和子と同じ。
室井 江梨（むろい えり）
誠の幼なじみの美人弁護士。室井りんご園の娘。
トシとカツ
誠の家の近所の双子の兄弟。和子とよくケンカする年の離れた友達のような関係。

## 書誌情報
- 二ノ宮知子 『GREEN〜農家のヨメになりたい〜』 講談社 〈講談社コミックスキス〉、全4巻
  1. 2000年1月13日初版発行 ISBN 4-06-325863-7[1]
  2. 2000年9月13日初版発行 ISBN 4-06-325904-8[1]
  3. 2001年5月11日初版発行 ISBN 4-06-325937-4[1]
  4. 2001年8月8日初版発行 ISBN 4-06-325949-8[1]

## テレビドラマ
『農家のヨメになりたい』のタイトルでテレビドラマ化され、2004年5月24日から6月21日まで、NHK総合テレビの『月曜ドラマシリーズ』枠で放送された。ロケ地は静岡県三島市。ドラマ終了後、公式サイトに送信されたDVD化を望む多数の視聴者の声に応え、同年12月15日に、DVD-BOXが発売された。
キャスト
- 吉川和子：深田恭子
- 小野誠：中村俊介
- 清和希望：玉山鉄二
- 石井加代子：伊藤裕子
- 大柴やよい：松本莉緒
- 吉川加奈：星井七瀬
- 木村桂司：小林すすむ
- 大柴哲也：鈴木ヒロミツ
- 吉川薫：ガッツ石松
- 吉川佳子：宮崎美子
- 清和正：松山政路
- 桜井辰次：加藤武
- 小野タマ：宮本信子

スタッフ　
- 原作：二ノ宮知子
- 脚本：小松江里子
- 音楽：窪田ミナ
- 制作統括：内藤愼介、大加章雅
- プロデュース：平部隆明
- 演出：新城毅彦、中山秀一

サブタイトル　
1. 野菜がライバル
2. 落ち葉の秘密
3. イチゴの涙
4. 野菜泥棒をつかまえろ
5. 畑からの贈り物

主題歌　
- Every Little Thing「うらうらら」

アルバム「commonplace」に収録。